# 德利尔温标
德利尔温标（英語：Delisle scale，符号为°D）是1732年由法国天文学家约瑟夫-尼古拉斯·德利尔（1688-1768）发明的一种温标。该温标最早将水的沸点定于零度，然后将水银体积随温度降低收缩十万分之一定为一个间隔。

## 历史
1725年德利尔受彼得大帝邀请，到圣彼得堡建立天文台。1732年，他以水银为工作流体制造了温度计，这样可以保证在彼得堡的低温下仍可使用。德利尔温标只有一个定点，他将水的沸点定为零度，精确测量了水银在此温度下的体积，然后继续测量水银体积随温度下降的收缩率，以十万分之一为间隔在温度计上标出。圣彼得堡冬季的低温在德利尔温度计上往往显示着水银收缩了十万分之两千五
1738年约西亚斯·维特布莱奇特（1702-1747）改进了德利尔温标，他保持以水的沸点为零度，发现在水的冰点时，水银大约收缩150/10,0000，于是定冰点为150度。他将自己制造的德利尔温度计寄给了多名学者，包括安德斯·摄尔修斯。这就是为什么摄氏温标最早是将水的沸点定为0度，冰点定为100度。摄尔修斯去世后，在卡尔·林奈等人的建议下，才改成了今日的设定